# Vojčice
Vojčice (ungarisch Vécse) ist eine Gemeinde im Osten der Slowakei, mit 2253 Einwohnern (Stand 31. Dezember 2024). Administrativ gehört sie zum Okres Trebišov, der ein Teil des Bezirks Košický kraj ist.

## Geographie
Die Gemeinde liegt im Ostslowakischen Tiefland auf der Höhe von 108 m n.m. und ist nur sechs Kilometer von Trebišov entfernt.

## Geschichte
Die erste schriftliche Erwähnung stammt aus dem Jahr 1217. Zuerst gehörte der Ort den örtlichen Grundbesitzern, dann seit dem späten 14. Jahrhundert zum Herrschaftsgut von Trebischau. Im 19. und 20. Jahrhundert hatten die Familien Csáky, Forgách und Andrássy ihre Güter hier. 1828 gab es hier 98 Häuser und 713 Einwohner.

## Bevölkerung
| Jahr                | 1994 | 2004    | 2014    | 2024    |
| ------------------- | ---- | ------- | ------- | ------- |
| Anzahl der Personen | 1931 | 2074    | 2167    | 2253    |
| Unterschied         |      | +7,40 % | +4,48 % | +3,96 % |

| Jahr                | 2023 | 2024    |
| ------------------- | ---- | ------- |
| Anzahl der Personen | 2264 | 2253    |
| Unterschied         |      | −0,48 % |

## Söhne und Töchter (Auswahl)
- Lya de Putti (1897–1931), ungarische Tänzerin und Schauspielerin